# Newport (Tennessee)
Newport es una ciudad ubicada en el condado de Cocke en el estado estadounidense de Tennessee. En el Censo de 2010 tenía una población de 6.945 habitantes y una densidad poblacional de 484,98 personas por km².

## Geografía
Newport se encuentra ubicada en las coordenadas 35°57′41″N 83°11′52″O / 35.96139, -83.19778. Según la Oficina del Censo de los Estados Unidos, Newport tiene una superficie total de 14.32 km², de la cual 14.32 km² corresponden a tierra firme y (0%) 0 km² es agua.

## Demografía
Según el censo de 2010, había 6.945 personas residiendo en Newport. La densidad de población era de 484,98 hab./km². De los 6.945 habitantes, Newport estaba compuesto por el 0.09% blancos, el 4.67% eran afroamericanos, el 0.63% eran amerindios, el 0.22% eran asiáticos, el 0.13% eran isleños del Pacífico, el 0.82% eran de otras razas y el 1.9% pertenecían a dos o más razas. Del total de la población el 2.25% eran hispanos o latinos de cualquier raza.